# Boris Pirojkov
Boris Grigorievitch Pirojkov (en russe : Борис Григорьевич Пирожков) est un aviateur soviétique, né le 17 juillet 1917 et décédé le 4 septembre 1942. Pilote de chasse et As de la Seconde Guerre mondiale, il fut distingué par le titre de Héros de l'Union soviétique. Il est l'un des rares pilotes à avoir effectué deux tarans au cours de sa carrière.

## Carrière
Boris Pirojkov est né le 17 juillet 1917 à Perm. Après avoir suivi des cours de pilotage dans un aéroclub civil, il s'engagea dans l'Armée rouge en 1937 et fut admis au collège militaire de l'air de Perm, dont il sortit breveté pilote en 1939.
Au début de l'an 1941, il était sous-lieutenant (leïtenant) au  124e escadron de chasse aérienne (124.IAP). Dès le premier jour de l'invasion allemande de l'Union soviétique, le 22 juin 1941, il abattit un appareil ennemi. Au cours de l'automne et de l'hiver suivants, il participa à la bataille de Moscou, au cours de laquelle il effectua un taran en détruisant un avion adverse par abordage en plein ciel. Peu après, il fut muté comme lieutenant (starchi leïtenant) au 787e escadron de chasse de la défense aérienne territoriale (787.IAP-PVO). Il trouva la mort en combat le 4 septembre 1942, après avoir abattu deux bombardiers Heinkel He 111, dont le second par un taran qui lui fut fatal.

## Palmarès et décorations

### Tableau de chasse
Boris Pirojkov est crédité de 5 victoires homologuées, toutes individuelles, dont deux par taran, réalisées
- le 14 septembre 1941 ;
- le 4 septembre 1942.

### Décorations
- Héros de l'Union soviétique le 14 février 1943, à titre posthume ;
- Deux fois l'ordre de Lénine.